# Zgodovina Poljske (1945–1989)
Zgodovina Poljske od leta 1945 do 1989 obsega obdobje komunistične vladavine, uvedene na Poljskem po koncu druge svetovne vojne . Ta leta so, kljub splošni industrializaciji, urbanizaciji in številnih izboljšavah življenjskega standarda, zaznamovali zgodnja stalinistična represija, družbeni in politični nemiri in hude gospodarske težave. 
Konec druge svetovne vojne je napredujoča sovjetska Rdeča armada skupaj s poljskimi oboroženimi silami na vzhodu potisnila nacistične nemške sile iz okupirane Poljske. Februarja 1945 je Jaltska konferenca do povojnih volitev sankcionirala oblikovanje začasne poljske vlade iz kompromisne koalicije. Josip Stalin, vodja Sovjetske zveze, je z izvajanjem te sodbe manipuliral. Tako je bila v Varšavi ustanovljena Začasna vlada narodne enotnosti, pod tako rekoč popolnim nadzorom komunistov. Poljska vlada v izgnanstvu s sedežem v Londonu od leta 1940 je bila ignorirana. 